# Antipathes dichotoma
Antipathes dichotoma är en korallart som beskrevs av Peter Simon Pallas 1766. Antipathes dichotoma ingår i släktet Antipathes och familjen Antipathidae. Inga underarter finns listade i Catalogue of Life.